# 梯度法
在最佳化中，梯度法（英語：Gradient method）是一種解決以下形式問題的算法
{\displaystyle \min _{x\in \mathbb {R} ^{n}}\;f(x)}
搜索方向由當前點的函數梯度定義。梯度法的例子有梯度下降法和共軛梯度法。